# Polskie Wydawnictwo Ekonomiczne
Polskie Wydawnictwo Ekonomiczne, PWE (укр. Польське економічне видавництво) — польське видавництво, що спеціалізується на публікації книг та академічних підручників з економіки.

## Назва
- 1949-1961 — Polskie Wydawnictwa Gospodarcze
- 1961-1995 — Państwowe Wydawnictwo Ekonomiczne
- 1995-дотепер — Polskie Wydawnictwo Ekonomiczne

## Історія
Заснована у 1949 році під назвою Polskie Wydawnictwa Gospodarcze (Polgos) (укр. Польське господарське видавництво, Полгосп). У 1961 році воно змінило назву на Państwowe Wydawnictwo Ekonomiczne (укр. Державне економічне управління). У 1995 році воно було приватизоване і змінило назву на Polskie Wydawnictwo Ekonomiczne S.A., але абревіатуру PWE та логотип, які є впізнаваними на видавничому ринку та асоціюються з економічними виданнями для професіоналів, було збережено.
Його пропозиція включає загальнонаціональні академічні підручники польських та іноземних авторів (наприклад, «Мікроекономіка» та «Макроекономіка» Девіда Беґґа, «Управлінська економіка» Вільяма Ф. Самуельсона, «Стратегічне планування» Марії Романовської), а також спеціалізовані публікації з економіки, менеджменту, фінансів, бухгалтерського обліку, банківської справи, маркетингу, логістики, статистики, географії та туризму. Це польський видавець світових авторитетів у галузі маркетингу та менеджменту, серед яких Джек Траут, Філіп Котлер та Аль Ріс.
Видавництво також друкує чотири спеціалізовані наукові журнали:
- «Gospodarka Materiałowa i Logistyka» (укр. Управління матеріалами та логістика)
- «Marketing i Rynek» (укр. Маркетинг і ринок)
- «Praca i Zabezpieczenie Społeczne» (укр. Праця та соціальне забезпечення)
- «Przegląd Ustawodawstwa Gospodarczego» (укр. Огляд господарського законодавства)

Всі журнали пов'язують науку з практикою і входять до переліку журналів, що оцінюються за балами Міністерства науки та вищої освіти Польщі.